# 維斯圖爾河
47°12′09″N 9°13′12″E / 47.20258°N 9.21996°E

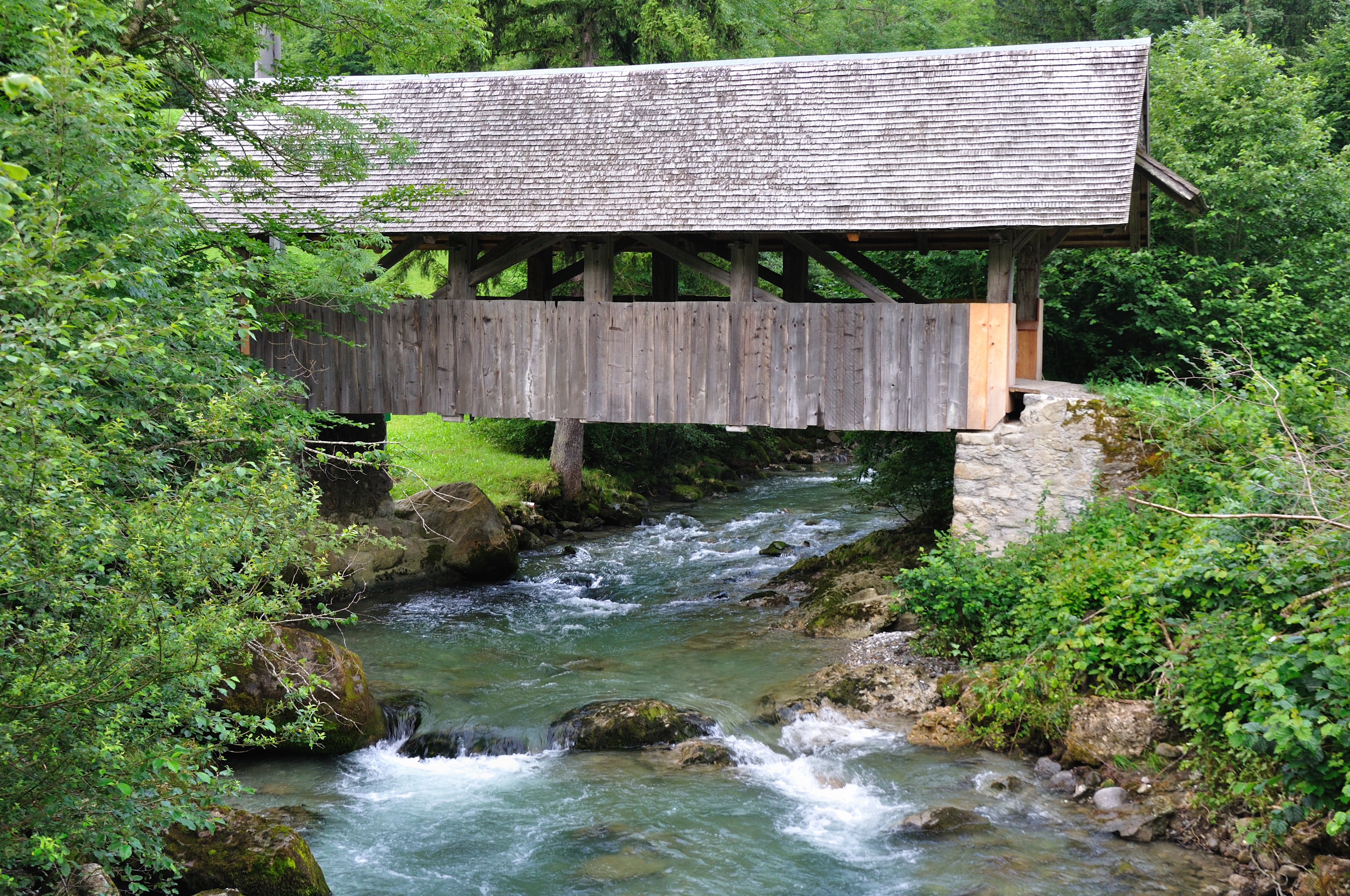

維斯圖爾河是瑞士的河流，位於該國東北部，流經聖加侖州，屬於圖爾河的左支流，河道全長8.5公里，流域面積17.6平方公里，發源自施佩爾山南岸，河口處在斯泰因。